# جايسون جون روسو
جايسون جون روسو (بالإنجليزية: Jason John Russo)‏ هو مغني أمريكي، ولد في 20 نوفمبر 1973 في جاكسونفيل في الولايات المتحدة.

## وصلات خارجية
- الموقع الرسمي
- جايسون جون روسو على موقع ميوزك برينز (الإنجليزية)